# Brugherio
Brugherio is een gemeente in de Italiaanse provincie Monza e Brianza (regio Lombardije) en telt 32.724 inwoners (31-12-2004). De oppervlakte bedraagt 10,3 km², de bevolkingsdichtheid is 3062 inwoners per km².
De volgende frazioni maken deel uit van de gemeente: Baraggia, Dorderio, Moncucco, San Damiano.

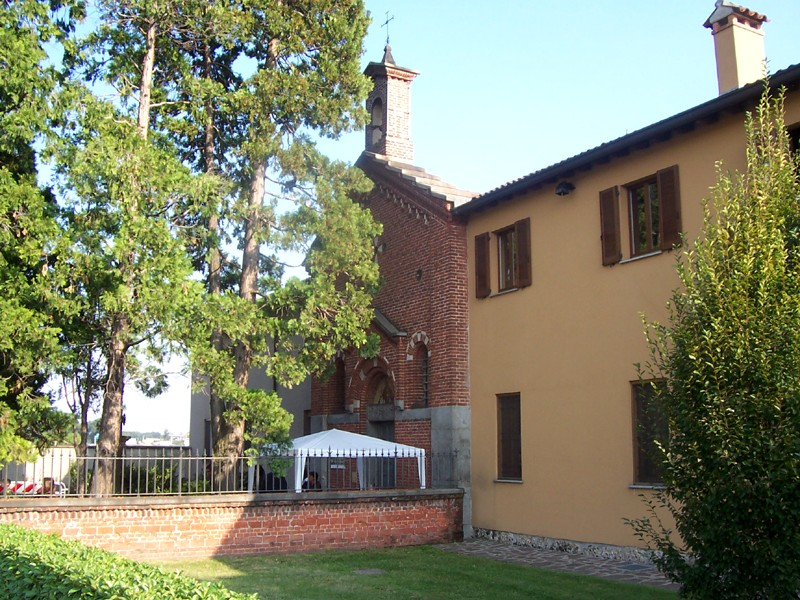
San Ambrogio, Brugherio
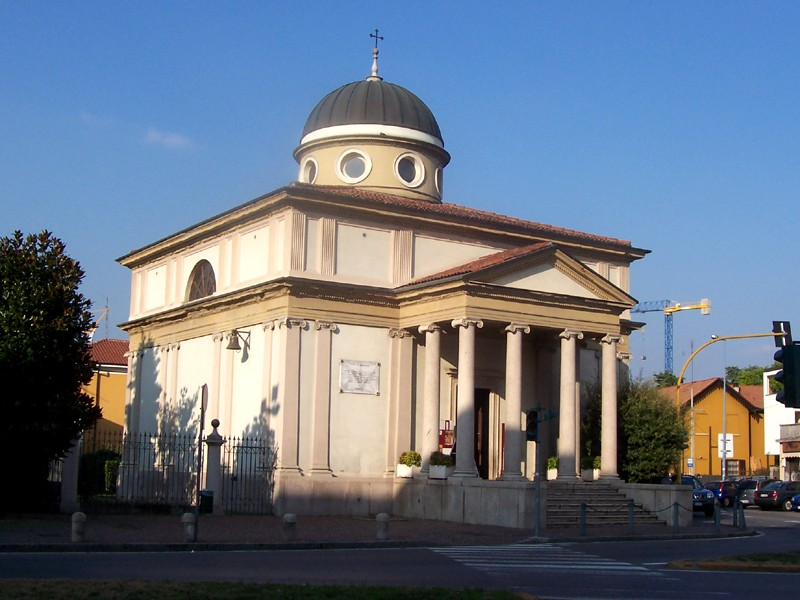
San Lucio, Brugherio

## Demografie
Brugherio telt ongeveer 12966 huishoudens. Het aantal inwoners steeg in de periode 1991-2001 met 5,4% volgens cijfers uit de tienjaarlijkse volkstellingen van ISTAT.
| Jaar | Inwoneraantal |
| ---- | ------------- |
| 1991 | 29.849        |
| 2001 | 31.470        |

## Geografie
De gemeente ligt op ongeveer 123 m boven zeeniveau.
Brugherio grenst aan de volgende gemeenten: Monza, Agrate Brianza, Carugate, Sesto San Giovanni, Cologno Monzese, Cernusco sul Naviglio.